# سومي
سومي (بالأوكرانية: Суми)، (بالروسية: Сумьі) هي مدينة تقع شمال شرق دولة أوكرانيا، يبلغ عدد سكانها ما يقارب 400 ألف نسمة.اللغة المحكية: الروسية، والأوكرانية، حالها حال مدن شرق أوكرانيا.
تتسم سومي بصفاتها الريفية وهي في مراحل تطور معماري سريع.مناخها بارد معظم شهور السنة ولكن في منتصف السنة يصبح المناخ معتدل وحار مع زيادة في الرطوبة.
توجد في سومي اربع بحيرات وثلاث انهار اشهرها نهر بسيول.
يوجد بها أكثر من 50 مدرسة و3 جامعات و20 معهد. أشهر جامعاتها هي جامعة سومي الحكومية وتعد هذه المدينة من إحدى أجمل المدن.

## المناخ
يظهر الجدول التالي التغييرات المناخية على مدار السنة لسومي:
| البيانات المناخية لـسومي          | البيانات المناخية لـسومي | البيانات المناخية لـسومي | البيانات المناخية لـسومي | البيانات المناخية لـسومي | البيانات المناخية لـسومي | البيانات المناخية لـسومي | البيانات المناخية لـسومي | البيانات المناخية لـسومي | البيانات المناخية لـسومي | البيانات المناخية لـسومي | البيانات المناخية لـسومي | البيانات المناخية لـسومي | البيانات المناخية لـسومي |
| الشهر                             | يناير                    | فبراير                   | مارس                     | أبريل                    | مايو                     | يونيو                    | يوليو                    | أغسطس                    | سبتمبر                   | أكتوبر                   | نوفمبر                   | ديسمبر                   | المعدل السنوي            |
| --------------------------------- | ------------------------ | ------------------------ | ------------------------ | ------------------------ | ------------------------ | ------------------------ | ------------------------ | ------------------------ | ------------------------ | ------------------------ | ------------------------ | ------------------------ | ------------------------ |
| الدرجة القصوى °م (°ف)             | 11.0 (51.8)              | 13.5 (56.3)              | 21.0 (69.8)              | 30.0 (86.0)              | 33.6 (92.5)              | 36.1 (97.0)              | 38.0 (100.4)             | 39.4 (102.9)             | 31.1 (88.0)              | 27.9 (82.2)              | 22.8 (73.0)              | 11.5 (52.7)              | 39.4 (102.9)             |
| متوسط درجة الحرارة الكبرى °م (°ف) | −3.9 (25.0)              | −3.0 (26.6)              | 3.0 (37.4)               | 13.1 (55.6)              | 20.3 (68.5)              | 23.7 (74.7)              | 25.4 (77.7)              | 24.5 (76.1)              | 18.3 (64.9)              | 10.9 (51.6)              | 3.0 (37.4)               | −2.0 (28.4)              | 11.2 (52.2)              |
| المتوسط اليومي °م (°ف)            | −6.3 (20.7)              | −5.9 (21.4)              | −0.7 (30.7)              | 8.1 (46.6)               | 14.6 (58.3)              | 18.1 (64.6)              | 19.8 (67.6)              | 18.6 (65.5)              | 12.9 (55.2)              | 6.6 (43.9)               | 0.3 (32.5)               | −4.2 (24.4)              | 6.8 (44.2)               |
| متوسط درجة الحرارة الصغرى °م (°ف) | −9.3 (15.3)              | −9.2 (15.4)              | −4.2 (24.4)              | 3.3 (37.9)               | 8.8 (47.8)               | 12.6 (54.7)              | 14.5 (58.1)              | 13.1 (55.6)              | 8.0 (46.4)               | 2.8 (37.0)               | −2.3 (27.9)              | −6.8 (19.8)              | 2.6 (36.7)               |
| أدنى درجة حرارة °م (°ف)           | −34.2 (−29.6)            | −32.8 (−27.0)            | −27.8 (−18.0)            | −11.1 (12.0)             | −3.9 (25.0)              | 0.9 (33.6)               | 5.0 (41.0)               | 4.0 (39.2)               | −4.3 (24.3)              | −11.7 (10.9)             | −22.9 (−9.2)             | −29.5 (−21.1)            | −34.2 (−29.6)            |
| الهطول مم (إنش)                   | 55.5 (2.19)              | 32.9 (1.30)              | 47.1 (1.85)              | 46.9 (1.85)              | 61.9 (2.44)              | 69.9 (2.75)              | 81.3 (3.20)              | 87.4 (3.44)              | 49.6 (1.95)              | 48.2 (1.90)              | 43.8 (1.72)              | 50.9 (2.00)              | 675.4 (26.59)            |
| متوسط أيام هطول الأمطار           | 20.7                     | 18.4                     | 15.7                     | 9.9                      | 9.2                      | 8.7                      | 7.1                      | 5.7                      | 8.9                      | 11.9                     | 16.2                     | 21.1                     | 153.5                    |
| متوسط الأيام المثلجة              | 18                       | 14                       | 10                       | 3                        | 0                        | 0                        | 0                        | 0                        | 0                        | 2                        | 10                       | 17                       | 74                       |
| متوسط الرطوبة النسبية (%)         | 86.4                     | 84.3                     | 79.3                     | 65.6                     | 64.0                     | 68.1                     | 70.9                     | 66.6                     | 75.1                     | 81.0                     | 87.2                     | 88.5                     | 76.4                     |
| المصدر #1: Climatebase.ru         |                          |                          |                          |                          |                          |                          |                          |                          |                          |                          |                          |                          |                          |
| المصدر #2: Weatherbase            |                          |                          |                          |                          |                          |                          |                          |                          |                          |                          |                          |                          |                          |

## توأمة
لسومي اتفاقيات توأمة مع كل من:
- لوبلين (21 يونيو 2002 - )[24]
- تسيله (1989 - )[24]
- فراتسا (1966 - )[24]
- كورسك [25]
- نيترا [24]
- أوسترافا [24]
- غورجوف ويلكوبولسكي (2006 - )[24]
- زاموشتش [25]
- سفرودفنسك [25]
- بيلغورود [26]

## أعلام
- ألكسندر كيريتشينكو